# Shanghai Masters 2023
Shanghai Masters 2023 a fost un turneu de tenis care s-a jucat pe terenuri dure în aer liber. A fost cea de-a 12-a ediție a turneului de la Shanghai, clasificat ca eveniment ATP 1000 în cadrul circuitului  ATP 2023. A avut loc la Qizhong Forest Sports City Arena din Shanghai, China, în perioada 4–15 octombrie 2023. Aceasta a fost prima ediție a Mastersului de la Shanghai din 2019, edițiile intermediare fiind anulate din cauza pandemiei de COVID-19 din China. De asemenea, este primul an în care tabloul principal de simplu a fost extins de la 56 de jucători la 96.

## Campioni

### Simplu masculin
Pentru mai multe informații consultați Shanghai Masters 2023 – Simplu

### Dublu masculin
Pentru mai multe informații consultați Shanghai Masters 2023 – Dublu

## Distribuția punctelor
| Probă  | C    | F   | SF  | QF  | R16 | R32 | R64 | R96 | Q   | Q2  | Q1  |
| Simplu | 1000 | 600 | 360 | 180 | 90  | 45  | 25  | 10  | 16  | 8   | 0   |
| Dublu  | 1000 | 600 | 360 | 180 | 90  | 0   | N/A | N/A | N/A | N/A | N/A |

## Premii în bani
| Probă  | C           | F         | SF        | QF        | R16      | R32      | R64      | R96      | Q   | Q2      | Q1      |
| Simplu | 1.262.220 $ | 662.360 $ | 352.635 $ | 184.465 $ | 96.955 $ | 55.770 $ | 30.855 $ | 18.660 $ | N/A | 9.440 $ | 5.150 $ |
| Dublu  | 436.730 $   | 231.660 $ | 123.550 $ | 62.630 $  | 33.460 $ | 18.020 $ | N/A      | N/A      | N/A | N/A     | N/A     |